# Белгрејд (Мејн)
Белгрејд (енгл. Belgrade) је место које се налази у Кенебек Округу, америчкој држави Мејн. Према попису из 2000. године, Белгрејд има укупно 2.978 становника.
У Белгрејду постоји више центара као што је Северни Белгрејд (North Belgrade), Белгрејдска Станица (Belgrade Depot), и Белгрејдска језера (Belgrade Lakes).
У знаменитости града се убрајају Village Inn, центар Hammond Lumber компаније, Day's продавница и Belgrade Lakes Golf Course. 
Белгрејд заузима укупну површину од 150 km², од чега је 112 km² копно, а 38 km² вода.
Први насељеници су забележени 1774. године, а град је основан 1796. године.

## Историја
Веза између српског Београда и Белгрејда у Мејну је Џон В. Дејвис, који је пропутовао Европу у касном 18. веку. Не зна се тачно да ли је он и сам био у Београду током боравка у Европи или је једноставно чуо о граду, али је град 1774. године уживао велики углед у Европи јер је те године хришћанство званично враћено граду након владавине Турске над регионом. И тај повратак хришћанства је обележио делимично слабљење Османског царства и турску доминацију у источној Европи.
Када је објављен референдум за именовање новооснованих градова у држави Мејн, Џон В. Дејвис, иначе житељ државе Мејн, је предложио да се један од градова назове Белгрејд. Први састанак градоначелника и житеља је одржан 1796.

## Занимљивости
Белгрејд у савезној америчкој држави Мејн је добио име по Београду, главном граду Србије. Према Националном географском атласу света из 1992. године, на свету постоји девет градова са именом Београд. Поред Београда у Србији и Мејну, постоје још и Београд (или Белгрејд, како се каже на енглеском) у савезним америчким државама Минесоти (2), Монтани, Северној Каролини, Тексасу, Мисурију и Небраски. Сва остала насеља са овим именом су именована по Белгрејду у Мејну.

## Становништво
| Група             | 2000. | 2010. |
| Белци             |       |       |
| Афроамериканци    |       |       |
| Азијати           |       |       |
| Хиспаноамериканци |       |       |
| Укупно            |       |       |